# Diêm Biên
Diêm Biên (chữ Hán giản thể: 盐边县, Hán Việt: Diêm Biên huyện) là một huyện thuộc địa cấp thị Phàn Chi Hoa, Cộng hòa Nhân dân Trung Hoa. Huyện Diêm Biên có diện tích 3269 km2, dân số năm 2002 là 190.000 người.
Huyện Diêm Biên được chia ra 4 trấn, 5 hương và 7 hương dân tộc.
- Trấn: Đồng Tử Lâm, Ngư Môn, Vĩnh Hưng, Hồng Cách
- Hương: Quốc Thắng, Tân Cửu, Cộng Hòa, Huệ Dân và Ích Dân
- Hương dân tộc: hương dân tộc Di Ôn Tuyền, hương dân tộc Di Hoà Ái, hương dân tộc Di Cách Tát Lạp, hương dân tộc Lật Túc Tinh Hà, hương dân tộc Di và Miêu Hồng Bảo, hương dân tộc 鳡 Ngư, hương dân tộc Di Hồng Quả

## Khí hậu
| Dữ liệu khí hậu của Yanbian (1991–2020 normals, extremes 1981–2010) | Dữ liệu khí hậu của Yanbian (1991–2020 normals, extremes 1981–2010) | Dữ liệu khí hậu của Yanbian (1991–2020 normals, extremes 1981–2010) | Dữ liệu khí hậu của Yanbian (1991–2020 normals, extremes 1981–2010) | Dữ liệu khí hậu của Yanbian (1991–2020 normals, extremes 1981–2010) | Dữ liệu khí hậu của Yanbian (1991–2020 normals, extremes 1981–2010) | Dữ liệu khí hậu của Yanbian (1991–2020 normals, extremes 1981–2010) | Dữ liệu khí hậu của Yanbian (1991–2020 normals, extremes 1981–2010) | Dữ liệu khí hậu của Yanbian (1991–2020 normals, extremes 1981–2010) | Dữ liệu khí hậu của Yanbian (1991–2020 normals, extremes 1981–2010) | Dữ liệu khí hậu của Yanbian (1991–2020 normals, extremes 1981–2010) | Dữ liệu khí hậu của Yanbian (1991–2020 normals, extremes 1981–2010) | Dữ liệu khí hậu của Yanbian (1991–2020 normals, extremes 1981–2010) | Dữ liệu khí hậu của Yanbian (1991–2020 normals, extremes 1981–2010) |
| Tháng                                                               | 1                                                                   | 2                                                                   | 3                                                                   | 4                                                                   | 5                                                                   | 6                                                                   | 7                                                                   | 8                                                                   | 9                                                                   | 10                                                                  | 11                                                                  | 12                                                                  | Năm                                                                 |
| ------------------------------------------------------------------- | ------------------------------------------------------------------- | ------------------------------------------------------------------- | ------------------------------------------------------------------- | ------------------------------------------------------------------- | ------------------------------------------------------------------- | ------------------------------------------------------------------- | ------------------------------------------------------------------- | ------------------------------------------------------------------- | ------------------------------------------------------------------- | ------------------------------------------------------------------- | ------------------------------------------------------------------- | ------------------------------------------------------------------- | ------------------------------------------------------------------- |
| Cao kỉ lục °C (°F)                                                  | 29.8 (85.6)                                                         | 32.2 (90.0)                                                         | 36.2 (97.2)                                                         | 38.8 (101.8)                                                        | 40.2 (104.4)                                                        | 39.6 (103.3)                                                        | 38.2 (100.8)                                                        | 36.8 (98.2)                                                         | 35.8 (96.4)                                                         | 33.7 (92.7)                                                         | 30.3 (86.5)                                                         | 27.7 (81.9)                                                         | 40.2 (104.4)                                                        |
| Trung bình ngày tối đa °C (°F)                                      | 22.2 (72.0)                                                         | 25.3 (77.5)                                                         | 29.0 (84.2)                                                         | 31.8 (89.2)                                                         | 33.0 (91.4)                                                         | 32.6 (90.7)                                                         | 31.2 (88.2)                                                         | 30.9 (87.6)                                                         | 28.7 (83.7)                                                         | 26.8 (80.2)                                                         | 24.1 (75.4)                                                         | 21.5 (70.7)                                                         | 28.1 (82.6)                                                         |
| Trung bình ngày °C (°F)                                             | 12.3 (54.1)                                                         | 15.7 (60.3)                                                         | 20.1 (68.2)                                                         | 23.3 (73.9)                                                         | 25.3 (77.5)                                                         | 25.8 (78.4)                                                         | 24.8 (76.6)                                                         | 24.3 (75.7)                                                         | 22.3 (72.1)                                                         | 19.7 (67.5)                                                         | 15.6 (60.1)                                                         | 12.2 (54.0)                                                         | 20.1 (68.2)                                                         |
| Tối thiểu trung bình ngày °C (°F)                                   | 5.5 (41.9)                                                          | 8.1 (46.6)                                                          | 12.2 (54.0)                                                         | 15.8 (60.4)                                                         | 19.0 (66.2)                                                         | 20.9 (69.6)                                                         | 20.8 (69.4)                                                         | 20.4 (68.7)                                                         | 18.8 (65.8)                                                         | 15.8 (60.4)                                                         | 10.6 (51.1)                                                         | 6.7 (44.1)                                                          | 14.6 (58.2)                                                         |
| Thấp kỉ lục °C (°F)                                                 | 2.3 (36.1)                                                          | 2.9 (37.2)                                                          | 4.8 (40.6)                                                          | 9.7 (49.5)                                                          | 11.1 (52.0)                                                         | 15.0 (59.0)                                                         | 16.7 (62.1)                                                         | 15.4 (59.7)                                                         | 12.5 (54.5)                                                         | 10.3 (50.5)                                                         | 2.9 (37.2)                                                          | 0.4 (32.7)                                                          | 0.4 (32.7)                                                          |
| Lượng Giáng thủy trung bình mm (inches)                             | 5.8 (0.23)                                                          | 4.2 (0.17)                                                          | 6.1 (0.24)                                                          | 14.8 (0.58)                                                         | 52.9 (2.08)                                                         | 161.0 (6.34)                                                        | 247.8 (9.76)                                                        | 185.3 (7.30)                                                        | 177.4 (6.98)                                                        | 64.4 (2.54)                                                         | 10.8 (0.43)                                                         | 2.4 (0.09)                                                          | 932.9 (36.74)                                                       |
| Số ngày giáng thủy trung bình (≥ 0.1 mm)                            | 2.0                                                                 | 1.8                                                                 | 2.4                                                                 | 4.4                                                                 | 9.3                                                                 | 14.7                                                                | 19.2                                                                | 16.2                                                                | 15.7                                                                | 9.9                                                                 | 3.2                                                                 | 1.5                                                                 | 100.3                                                               |
| Độ ẩm tương đối trung bình (%)                                      | 57                                                                  | 45                                                                  | 37                                                                  | 39                                                                  | 48                                                                  | 64                                                                  | 76                                                                  | 77                                                                  | 79                                                                  | 76                                                                  | 71                                                                  | 67                                                                  | 61                                                                  |
| Số giờ nắng trung bình tháng                                        | 233.1                                                               | 232.5                                                               | 264.2                                                               | 262.8                                                               | 242.6                                                               | 185.8                                                               | 157.8                                                               | 176.7                                                               | 148.6                                                               | 177.2                                                               | 203.7                                                               | 208.3                                                               | 2.493,3                                                             |
| Phần trăm nắng có thể                                               | 70                                                                  | 73                                                                  | 71                                                                  | 68                                                                  | 58                                                                  | 45                                                                  | 38                                                                  | 44                                                                  | 41                                                                  | 50                                                                  | 63                                                                  | 64                                                                  | 57                                                                  |
| Nguồn: China Meteorological Administration                          |                                                                     |                                                                     |                                                                     |                                                                     |                                                                     |                                                                     |                                                                     |                                                                     |                                                                     |                                                                     |                                                                     |                                                                     |                                                                     |